# Lužný most (Bratislava)
Lužný most je dálniční most přes Dunaj v Bratislavě. Vznikl jako součást bratislavského vnějšího dálničního okruhu (dálnice D4). S délkou 2939 metrů se jedná o nejdelší dálniční most na Slovensku. Šířka činí 35 metrů. Most byl zprovozněn roku 2021, čímž se stal šestým a na říčním toku také posledním mostem přes Dunaj v Bratislavě. Název nese podle CHKO Dunajské luhy, přes jehož území prochází.

## Popis
Nachází se přibližně 7 km jižně od centra Bratislavy, mezi Jarovci na pravém a Podunajskými Biskupicemi na levém břehu Dunaje, celistvě na území slovenského hlavního města. Po mostě prochází bratislavský dálniční okruh - dálnice D4. Most se nachází mezi dálničními křižovatkami Jarovce s D2 (exit 2/71) a Podunajské Biskupice s R7 (exit 9/6).
Lužný most je soumostím tvořeným čtyřmi samostatnými mosty z předpjatého betonu s celkovou délkou 2939 metrů.
Od západu k východu postupně překonává Jarovské rameno, Malý a Velký Zemník, hlavní tok Dunaje, Biskupickou zátoku a Biskupické rameno, přičemž celá oblast je porostlá lužním lesem.
Západní předmostní rameno je dlouhé 780,5 m (53 m + 10 × 67,5 m + 52,5 m). Dále navazuje západní hlavní most o délce 130 m + 210 m + 130 m a východní hlavní most o délce 130 m + 170 m + 130 m. Východní předmostní rameno je dlouhé 1247,5 m (65 m + 16 × 70 m + 62,5 m). Šířka mostní konstrukce po celé délce činí 35 m, šířka vozovky v obou směrech činí 11,5 m, v obou směrech jsou vedeny dva jízdní pruhy a 1,5 m široký prostor pro odstavný pruh. Oba jízdní směry jsou odděleny 3 m širokým středním dělícím pásem tvořeným betonovým svodidlem. Po obou okrajích jsou za prosklenými ochrannými zdmi vedeny 3 m široké trasy pro pěší a cyklisty.

## Výstavba
O mostu se začalo uvažovat v souvislosti s plánem vybudovat dálniční okruh kolem Bratislavy roku 2002 společností Dopravoprojekt. Územní povolení bylo vydáno 29. října 2014. Stavební povolení pro most bylo uděleno 5. června 2017, přičemž práce začaly již roku 2016 podle plánů Dopravoprojektu dokončených v říjnu 2015.
Oproti původnímu plánu bylo nakonec provedeno několik změn. Původně se počítalo s šířkou vozovky 33,5 m a maximální rychlostí 120 km/h (čtyřproudé vedení s prostorem ve středním pásu pro možnost budoucího rozšíření na šest pruhů), což bylo nakonec zúženo na 25,5 m a maximální rychlost 100 km/h. Původní plány také počítaly s variantou zavěšeného mostu.
Stavba čtyřech mostních částí byla provedena nezávisle na sobě. 9. června 2020 bylo stavebně propojeno hlavní rameno s východním předmostním. V květnu 2021 proběhly zátěžové zkoušky a dne 26. září 2021 byl most zprovozněn.

## Pojmenování
Pracovní název konstrukce zněl Dunajský most dálnice D4. Ministr dopravy Andrej Doležal v červenci 2020 zahájil veřejnou debatu o názvu, z níž vzešlo osm soutěžních návrhů, které vstoupily do vyřazovací hlasovací soutěže na Facebooku.
| Párování | Slovenský název      | Výsledek |
| -------- | -------------------- | -------- |
| 1        | Most M. R. Štefánika | 2. kolo  |
| 1        | Most A. Dubčeka      | 1. kolo  |
| 2        | Dunajský most        | 1. kolo  |
| 2        | Jarovecký most       | finále   |
| 3        | Lužný most           | vítěz    |
| 3        | Kopáčsky most        | 1. kolo  |
| 4        | Panónsky most        | 1. kolo  |
| 4        | Španielsky most      | 2. kolo  |

Průběh soutěže na Facebooku doprovázely kontroverze. Robotické účty prosadily postup názvu Španielsky most, čímž usnadnily následné vítězství Lužného mostu. Ministerstvo posléze tento návrh vyřadilo a hlasování omezilo na slovenské IP adresy. Vítězný Lužný most byl potvrzen hlasováním v Jarovcích a Podunajských Biskupicích, což následně potvrdila bratislavská městská rada.